# Querkraft

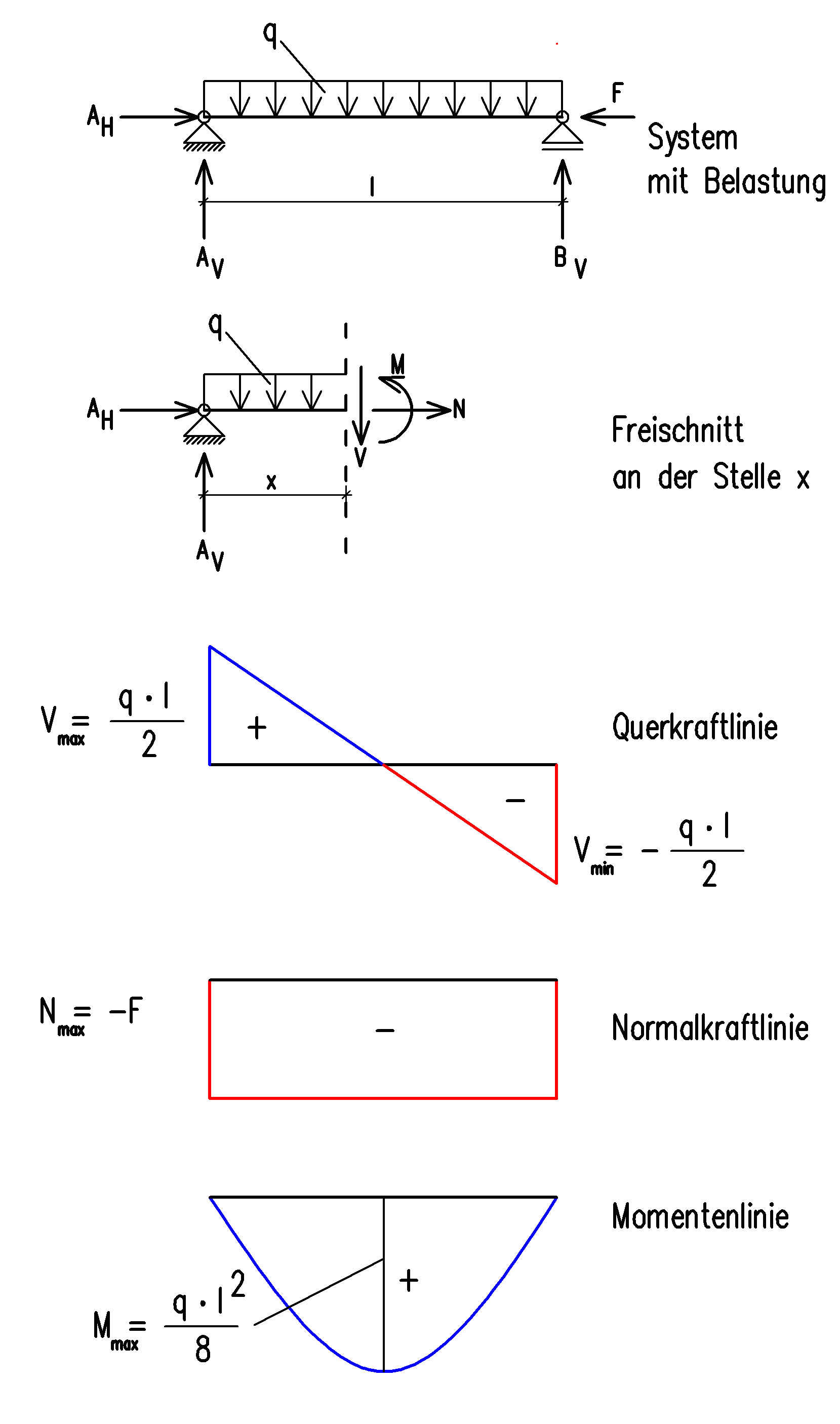
Schnittgrößen an einem Balken mit Streckenlast q. Normalkraft N, Querkraft V, Biegemoment M. Die Querkraft ist an den Rändern am größten und hat einen linearen Verlauf.

Die Querkraft ist in der Theorie des Balkens die Bezeichnung einer Kraft, die einerseits
- auf den Balken als senkrecht zu seiner Längsachse gerichtete Belastung wirkt,
- und die andererseits in einer Querschnittsfläche des Balkens liegt und dort dessen Beanspruchung auf Scherung darstellt.

## Definition
Die Spannungsresultanten berechnen sich in der schubstarren, linearisierten Bernoulli-Theorie zu
{\displaystyle {\begin{pmatrix}N_{x}(x)\\V_{y}(x)\\V_{z}(x)\end{pmatrix}}=\int {{\begin{bmatrix}\sigma _{xx}&\sigma _{xy}&\sigma _{xz}\\\sigma _{xy}&\sigma _{yy}&\sigma _{yz}\\\sigma _{xz}&\sigma _{yz}&\sigma _{zz}\end{bmatrix}}\cdot {\begin{pmatrix}1\\0\\0\end{pmatrix}}\,\mathrm {d} A}}
mit
- {\displaystyle N_{x}(x)} der Normalkraft
- {\displaystyle V_{y}(x)} der Querkraftkomponente in y-Richtung
- {\displaystyle V_{z}(x)} der Querkraftkomponente in z-Richtung
- {\displaystyle {\boldsymbol {\sigma }}(x,y,z)={\begin{bmatrix}\sigma _{xx}&\sigma _{xy}&\sigma _{xz}\\\sigma _{xy}&\sigma _{yy}&\sigma _{yz}\\\sigma _{xz}&\sigma _{yz}&\sigma _{zz}\end{bmatrix}}} dem Spannungstensor
- {\displaystyle \mathbf {n} =\mathbf {e} _{x}={\begin{pmatrix}1\\0\\0\end{pmatrix}}} der normalen auf den Querschnitt (in der schubstarren, linearisierten Bernoulli-Theorie in x-Richtung)
- {\displaystyle A} der Querschnittsfläche in der verformten Lage

Die Querkraft berechnet sich somit zu
{\displaystyle \mathbf {V} (x)=\int {\begin{pmatrix}0\\\sigma _{xy}(x,y,z)\\\sigma _{xz}(x,y,z)\end{pmatrix}}\,\mathrm {d} A}

## Differenzialbeziehungen
In der Balkentheorie gibt es unter den Bernoullischen Annahmen folgende Differentialgleichungen für die Queranteile:
- {\displaystyle {\frac {\mathrm {d} R(x)}{\mathrm {d} x}}=-q(x)}[1][2]
- {\displaystyle {\frac {\mathrm {d} M(x)}{\mathrm {d} x}}=R(x)-N^{II}(x)\cdot \left[{\frac {\mathrm {d} w_{v}}{\mathrm {d} x}}+{\frac {\mathrm {d} w}{\mathrm {d} x}}\right]+m(x)}[1]
- {\displaystyle {\frac {\mathrm {d} \varphi (x)}{\mathrm {d} x}}=-\left[{\frac {M(x)}{E\cdot I(x)}}+\kappa ^{e}(x)\right]}[1][3]
- {\displaystyle {\frac {\mathrm {d} w(x)}{\mathrm {d} x}}=\varphi (x)+{\frac {V(x)}{G{\tilde {A}}(x)}}}

mit
- der Laufkoordinate {\displaystyle x} entlang der Balkenachse
- dem Elastizitätsmodul {\displaystyle E}
- dem Schubmodul {\displaystyle G} (Term tritt in der schubstarren Theorie nicht in den Differentialgleichungen auf)
- dem Flächenträgheitsmoment {\displaystyle I(x)}
- {\displaystyle R(x)} der Transversalkraft (in der Theorie I. Ordnung gilt {\displaystyle R(x)=V(x)})
- {\displaystyle V(x)} der Querkraft
- {\displaystyle N^{II}(x)} die Normalkraft nach Theorie Theorie II. Ordnung (in der Theorie I. Ordnung tritt dieser Term in der Differenzialgleichung nicht auf)
- {\displaystyle q(x)} der Gleichlast (Querbelastung pro Längeneinheit[3])
- {\displaystyle M(x)} dem Biegemoment
- {\displaystyle m(x)} dem Streckenmoment (Biegebelastung pro Längeneinheit[3])
- {\displaystyle \varphi (x)} der Verdrehung
- {\displaystyle \kappa ^{e}(x)} der eingeprägten Krümmung
- {\displaystyle w(x)} der Durchbiegung zufolge Belastung
- {\displaystyle w_{v}(x)} der Durchbiegung zufolge Vorverformung
- {\displaystyle {\tilde {A}}(x)=\kappa \cdot A} der Schubfläche (Term tritt in der schubstarren Theorie nicht auf).

Durch diese Differentialgleichungen ist somit ein Zusammenhang zwischen der Durchbiegung {\displaystyle w} und dem Biegemoment {\displaystyle M_{y}(x)} im Balken gegeben. Dies führt zu drei Gleichungen, für die ein Zusammenhang zwischen der Durchbiegung und den Schnittlasten im Balken (Biegemoment und Querkraft) sowie der äußeren Flächenlast {\displaystyle q_{z}(x)} gegeben ist (Die Koordinate {\displaystyle x} wird hierbei entlang der Balkenachse gezählt, die Biegung erfolgt um die Koordinaten-Achse {\displaystyle y}, die Koordinate {\displaystyle z} verläuft in Richtung der Querkraft.):

## Berechnung der Querkraft in der Theorie 1. Ordnung
Die Berechnung der Querkraft ist besonders einfach, wenn das Bauteil, wie im Beispiel oben, statisch bestimmt gelagert ist, sodass die Schnittreaktionen aus den Gleichgewichtsbedingungen ableitbar sind. Unter der Voraussetzung, dass nur kleine Verformungen auftreten, kann ihr Einfluss auf die Kraftangriffspunkte vernachlässigt werden. Bei statisch unbestimmten Problemen oder großen Verformungen müssen alle Gleichungen (Mechanisches Gleichgewicht, Kinematik, Elastizitätsgesetz) gleichzeitig gelöst werden,:14f beispielsweise mit der Finite-Elemente-Methode.
An dieser Stelle wird statische Bestimmtheit bei kleinen Verformungen vorausgesetzt, die in vielen Anwendungen, insbesondere im technischen Bereich, vorliegen. Die Ableitungsfunktion der Querkraft nach der x-Koordinate in Richtung der Balkenachse liefert die Streckenlast q::184
{\displaystyle {\frac {\operatorname {d} Q}{\operatorname {d} x}}=-q}
Umgekehrt ergibt sich der Querkraftverlauf aus der Integration der verteilten Last.:185 An Stellen, wo
- abrupte Änderungen der verteilten Last (beispielsweise an den Enden ihrer Einwirkung),
- Querkräfte, insbesondere Lagerreaktionen, oder
- Knicke

im Balken auftreten, weist der Querkraftverlauf Knicke oder Sprünge auf. An diesen Stellen ist die Querkraft nicht differenzierbar und die Streckenlast nicht integrierbar.
Um obige Formeln trotzdem anwenden zu können, wird der Balken mittels des Schnittprinzips in Stücke zerlegt, in denen keine abrupten Änderungen stattfinden. In diesen Stücken wird die Querkraft berechnet und mit Hilfe der Übergangsbedingungen an den Rändern zum kompletten Verlauf zusammengesetzt.
Die bereichsweise Integration ist schon bei zwei Feldern mit einigem Aufwand verbunden. Die Arbeit lässt sich jedoch mit der Föppl-Klammer {\displaystyle \langle \dots \rangle } (englisch Macauley Brackets) vereinfachen. Mit ihrer Hilfe können Unstetigkeiten wie Sprünge oder Knicke einfach beschrieben werden.:196

## Schubmittelpunkt
Der Schubmittelpunkt ist der Punkt auf einem Balkenquerschnitt, an dem eine Kraft ausgeübt werden muss, damit keine Torsion entsteht.  
Bei Querschnittsflächen mit einer Symmetrieachse liegt der Schubmittelpunkt auf der Symmetrieachse. Bei Querschnittsflächen mit wenigstens zwei Symmetrieachsen liegt der Schubmittelpunkt im Schwerpunkt des Querschnitts (Flächenschwerpunkt).
Im Allgemeinen, insbesondere bei offenen Profilen, stimmen Schubmittelpunkt und Flächenschwerpunkt aber nicht überein.

## Schubspannungen
Aus den Bernoullischen Annahmen (insbesondere dass die axiale Verschiebung im Balkenquerschnitt nur von der axialen Koordinate abhängt) folgt eine konstante Schubspannung im Querschnitt:104,135
{\displaystyle \tau _{xz}=G\left({\frac {\partial w}{\partial x}}+{\frac {\partial u}{\partial z}}\right)=G(w'(x)+\psi (x))}
Mit
- der Schubspannung {\displaystyle \tau _{xz}}, wo der erste Index die Flächennormale und der zweite die Wirkrichtung angibt,
- dem Schubmodul G,
- der Ableitungsfunktion w' der Biegelinie w in
- der axialen Richtung x, und
- dem Drehwinkel ψ der Querschnittsfläche.

Diese Spannungsverteilung ist nur eine erste grobe Näherung und gibt nur die mittlere Schubspannung im Querschnitt an. Wegen der Gleichheit der zugeordneten Schubspannungen {\displaystyle \tau _{xz}=\tau _{zx}} und gleichzeitiger Abwesenheit von Schubspannungen auf der Balkenoberfläche müssen die Schubspannungen an den Querschnittsrändern verschwinden. Aus der Gleichgewichtsbedingung:137f
{\displaystyle \tau (z)b(z)=\int _{z}^{\frac {h}{2}}\int _{y_{0}}^{y_{0}+b}{\frac {\partial \sigma _{x}(y,z)}{\partial x}}\operatorname {d} y\,\operatorname {d} z}
ergibt sich aus der Querkraft in einem rechteckigen Balkenquerschnitt mit Höhe h und Breite b(z)=const der parabelförmige Verlauf
{\displaystyle \tau _{xz}(z)={\frac {3Q}{2bh}}\left(1-{\frac {4z^{2}}{h^{2}}}\right)}
Die maximale Schubspannung
{\displaystyle \tau _{xz,{\rm {max}}}={\frac {3}{2}}{\frac {Q}{bh}}}
tritt bei z=0 auf und ist um die Hälfte größer als die mittlere Schubspannung {\displaystyle {\bar {\tau }}={\tfrac {Q}{bh}}}, und bei {\displaystyle z=\pm {\tfrac {h}{2}}} ist die Schubspannung null.
Die Schubspannung ist in der linearen Elastizität, die hier vorausgesetzt ist, proportional zur Gleitung γ im Querschnitt, der infolgedessen nicht eben bleibt und sich verwölbt. Die Bernoullische Annahme vom Ebenbleiben der Querschnitte ist daher nur eine erste Näherung, und die Winkeländerung {\displaystyle w'+\psi } eines Balkenelements muss als mittlere Winkelverzerrung angesehen werden.